# IC 192
IC 192 ist eine linsenförmige Galaxie vom Hubble-Typ S0 im Sternbild Widder auf der Ekliptik. Sie ist schätzungsweise 178 Millionen Lichtjahre von der Milchstraße entfernt und hat einen Durchmesser von etwa 45.000 Lj.

Im selben Himmelsareal befinden sich u. a. die Galaxien NGC 786, NGC 792, NGC 803, IC 1774.
Das Objekt wurde am 14. Februar 1890 vom österreichischen Astronomen Rudolf Ferdinand Spitaler entdeckt.